# Nigel Weiss
Nigel Oscar Weiss (16 décembre 1936 - 24 juin 2020) est un astronome et mathématicien, et un chef de file dans le domaine de la dynamique des fluides astrophysiques et géophysiques.

## Biographie
Né en Afrique du Sud, Weiss étudie au Hilton College, Natal, Rugby School et Clare College, Cambridge, et est membre du Clare College en 1965. Il obtient son doctorat en 1961 avec une thèse sur les mouvements hydromagnétiques variables.
En 1987, il devient professeur d'astrophysique mathématique à l'Université de Cambridge.
Entre 2000 et 2002, il est président de la Royal Astronomical Society et, en 2007, il reçoit la médaille d'or, la plus haute distinction de la société. Weiss est élu membre de la Royal Society (FRS) en 1992.

## Recherche
Weiss publie de nombreux ouvrages dans le domaine de l'astrophysique mathématique, se spécialisant dans les champs magnétiques solaires et stellaires, la dynamique des fluides astrophysiques et géophysiques et les systèmes dynamiques non linéaires.
En 1966, il est le premier à démontrer et à décrire le processus d '«expulsion de flux» par lequel un fluide conducteur soumis à un mouvement de rotation agit pour expulser le flux magnétique de la région de mouvement, un processus maintenant connu pour se produire dans la photosphère du Soleil et d'autres étoiles.